# Percy Williams
Percy Alfred Williams (19. května 1908 Vancouver – 29. listopadu 1982 Vancouver) byl kanadský atlet, sprinter, dvojnásobný olympijský vítěz.

## Sportovní kariéra
Před olympiádou v Amsterdamu v roce 1928 nečekaně zvítězil v kanadské olympijské kvalifikaci. Na olympiádě snadno postoupil do finále běhu na 100 metrů, ve kterém zvítězil díky dobrému startu. Tento úspěch zopakoval i v běhu na 200 metrů.
V roce 1930 na pozvání atletických funkcionářů z USA startoval na sérii halových závodů, 19 z celkového počtu 21 vyhrál. Ve stejném roce vyrovnal světový rekord na 100 metrů časem 10,3 s. Po následném zranění se už nedostal do dřívější formy. Startoval na olympiádě v Los Angeles v roce 1932, kde nepostoupil ze semifinále běhu na 100 metrů. Štafeta Kanady na 4 x 100 metrů, jejímž byl členem, doběhla na čtvrtém místě. Krátce po této olympiádě ukončil svoji sportovní kariéru.